# انقلاب 1975 في هندوراس
وقع انقلاب هندوراس 1975 في 22 أبريل 1975، حيث تمت الإطاحة بأوسفالدو لوبيز أريلانو في انقلاب عسكري بقيادة زميله الجنرال خوان البرتو ميلغار كاسترو. كان سبب الانقلاب جزئياً فضيحة "Bananagate"، التي كشفتها هيئة الأوراق المالية والبورصات الأمريكية في عام 1975، والتي وافقت فيها شركة (United Brands) على رشوة الرئيس لوبيز بمبلغ 1.25 مليون دولار أمريكي، ووعد بمبلغ 1.25 مليون دولار أخرى عند تخفيض بعض ضرائب تصدير الموز.